# کلودیا بوکل
کلودیا بوکل (آلمانی: Claudia Bokel؛ زادهٔ ۳۰ اوت ۱۹۷۳) شمشیرباز زن اهل آلمان است.
وی همچنین برندهٔ جوایزی همچون برگ بوی نقره‌ای شده‌است.
وی در مسابقات کشوری و بین‌المللی در مجموع برندهٔ ۱ مدال نقره شده‌است.